# La Ferme en folie (film)
Pour les articles homonymes, voir La Ferme en folie.
Pour plus de détails, voir Fiche technique et Distribution.
La Ferme en folie (Barnyard) est un film d'animation américain réalisé par Steve Oedekerk, sorti aux États-Unis en 2006.
Une série animée spin-off, La Ferme en folie, est diffusée depuis 2007 sur Nickelodeon.
Pendant que le fermier a le dos tourné, les animaux domestiques font la fête dans la grange. Parmi eux, Otis, une jeune vache laitière mâle (avec des mamelles) qui ne pense qu'à s'amuser avec ses amis : Peps la souris, Bec le coq, Porc le cochon et Freddy le furet. Ben, le père d'Otis, est chargé de surveiller la ferme contre les coyotes, rôle qu'il prend très au sérieux. Mais il se fait tuer par les coyotes et Otis, qui hérite du poste, ne se montre pas vraiment de taille contre eux. Il tombe amoureux d'une vache de son âge, Daisy, toujours accompagnée de sa meilleure amie Bessy, une vache au fort caractère. Mais la voisine acariâtre du fermier, Mme Pécore, surveille leurs faits et gestes.

## Synopsis
Otis le taureau est le plus dissipé de tous les pensionnaires de la ferme. Lui et ses copains, Peps la souris, Freddy le furet, Bec le coq et Porc le cochon, sont toujours partants pour faire les 400 coups. Otis, faut-il l'avouer, est un rien bête, et fier de l'être...
Son père, Ben, a heureusement le sens des responsabilités. Chaque matin, il rassemble sa tumultueuse famille pour distribuer les tâches et corvées du jour et inciter les animaux à se méfier de leurs ennemis héréditaires, les coyotes. Ben prend très au sérieux son rôle et aimerait bien que son fils se montre un peu plus adulte. Peine perdue : Otis continue à faire la java, marchande avec des rongeurs et semble d'autant moins prêt à s'amender que son style plaît beaucoup à la belle vache enceinte nommée Daisy aux grands yeux tendres, récemment arrivée à la ferme avec son amie Bessy, une autre vache au caractère assez brutal.
Une nuit, Otis convainc Ben d'assurer sa garde de nuit afin qu'il puisse assister à une grande fête dans la grange et impressionner Daisy. Avant qu'Otis ne parte, Ben lui dit que la nuit où il l'a trouvé quand il n'était qu'un veau, il a regardé les étoiles et les a vu danser. Pendant que les animaux font la fête, la meute des coyotes dirigée par Dag tente de faire une descente dans le poulailler. Ben parvient à les repousser, mais est grièvement blessé et meurt dans les bras d'Otis.
Après l'enterrement de Ben, les animaux élisent à l'unanimité Otis comme nouveau chef mais, en tant que fêtard naturel, Otis a du mal avec ses nouvelles tâches : voyant que tout le monde a organisé une nouvelle fête en plein jour, il les supplie d'arrêter et finit par y prendre part quand ils sortent une mystérieuse boule de poils vivante nommée Wild Mike. Le fermier arrive à ce moment et est témoin de la fête. Miles, la mule et vieil ami de Ben, l'assomme et Otis parvient non sans mal, à régler le problème en créant une mise en scène selon laquelle le fermier aurait été assommé pendant un moment de lecture. 
Le soir, laissant Bec et Freddy surveiller le poulailler, Otis rejoint les vaches de Jersey, un trio de vaches encore plus insouciantes que lui, pour se venger d'un gamin turbulent qui s'amuse à renverser les vaches. Ils subtilisent la voiture de Ginette Pécore la voisine de la ferme qui les surprend mais elle ne parvient pas à prouver ce qu'elle a vu. Après avoir puni le gamin avec son propre jeu, le quatuor de vaches se fait poursuivre par la police mais parviennent une fois de plus à s'en sortir in extremis. Otis revient pour sa garde de nuit et partage un moment de tendresse avec Daisy qui raconte qu'elle vivait autrefois avec un compagnon et son ancien troupeau avant qu'ils ne soient tous tués lors d'une tempête.
Mais plus tard, Dag et sa meute sont de retour. Otis se prépare à les affronter et, après un court combat, se révèle très désavantagé. Après l'avoir reconnu et s'être moqué de lui pour son manque d'efficacité en tant que leader et pour la mort de Ben qu'il aurait peut-être pu éviter, Dag conclut un accord pour voler périodiquement des animaux de la ferme sans qu'Otis ne fasse quoi que ce soit pour l'en empêcher, sinon sa meute les massacrera tous et cela, à partir du lendemain soir. Honteux, Otis décide d'abandonner la ferme. Le lendemain, lorsqu'il annonce sa décision, tout le monde s'y oppose mais Otis refuse. Daisy, résignée, lui confie néanmoins qu'elle croit en lui. C'est alors qu'Otis réalise que Dag l'a dupé car sa meute a enlevé plusieurs poules dans la journée dans son dos. Encouragé par Miles, Otis entreprend d'affronter Dag seul dans son repaire établi dans une décharge mais, après un bref combat, Otis n'est toujours pas de taille quand Miles accompagné de Bec, Freddy, Peps et Porc arrivent en renfort. Les vaches de Jersey et même Wild Mike se joignent bientôt au combat et les coyotes sont vaincus.
Après une dernière tentative infructueuse pour tuer Otis, Dag se fait propulser par ce dernier au loin dans les airs. Les animaux retournent en toute hâte à la ferme où Daisy donne naissance à un veau qu'elle décide de nommer Ben. Otis jure de protéger la ferme comme son père l'a fait, avant de sortir pour regarder les étoiles danser.

## Fiche technique
- Titre original : Barnyard
- Titre en français : La Ferme en folie
- Réalisation et scénario : Steve Oedekerk
- Musique : John Debney
- Producteurs : Steve Oedekerk et Paul Marshal
- Producteurs exécutif : Julia Pistor et Aaron Parry
- Montage : Billy Weber et Paul D. Calder
- Société de productions : Paramount Pictures, Nickelodeon Movies, O Entertainnement et KUMAR Mobiliengesellschaft mbH & Co. Projekt Nr. 2 KG
- Distribution : Paramount Pictures et Nickelodeon Movies (en association)
- Durée : 90 minutes
- Dates de sortie : 
  - États-Unis : 4 août 2006
  - France : 21 février 2007 (en salles)
  - France : 12 décembre 2006 (DVD)

## Distribution

### Voix originales
- Kevin James : Otis la vache holstein
- Courteney Cox : Daisy la vache
- Sam Elliott : Ben la vache
- Danny Glover : Miles la mule
- Wanda Sykes : Bessy la vache
- Andie MacDowell : Etta la poule
- David Koechner : Dag le coyote
- Jeffrey Garcia : Peps la souris
- Cam Clarke : Freddy le furet
- Rob Paulsen : Bec le coq
- Tino Insana : Porc le cochon
- Dom Irrera : Duc le chien
- S. Scott Bullock : Eddie la vache
- John Di Maggio : Bud la vache et l'officer de police O'Hanlon
- Maurice LaMarche : Igg la vache
- Madeline Lovejoy : Maddy la poussine
- Earthquake : Root le coq
- Steve Oedekerk : M. Pécore, le garnement et le père du garnement
- Maria Bamford (en) : Ginette Pécore
- Jill Talley : la mère du garnement
- Fred Tatasciore : le fermier

### Voix françaises
- Emmanuel Garijo : Otis la vache
- Claude Brosset : Ben la vache
- Julien Kramer  : Peps la souris (version alternative)
- Pierre-François Pistorio : Freddy le furet (version alternative)
- Cédric Dumond : Bec le coq (version alternative)
- Patrice Melennec : Porc le cochon (version alternative)
- Richard Darbois : Miles la mule
- Virginie Méry : Daisy la vache
- Gaëlle Savary : Etta la poule
- Lætitia Laburthe : Bessy la vache
- Julien Kramer : Dag le coyote
- Guillaume Orsat : Duke le chien
- Pascal Sellem : Eddie la vache
- Gilles Morvan : Budd la vache
- Bernard Bollet : Igg la vache
- Nathanel Alimi : Riton
- Lucien Jean-Baptiste : Root le coq
- Anne Plumet : Mme Pécore
- Max Morel : M. Pécore
- Donald Reignoux : le garnement
- Marc Alfos : l'officier de police O'Hanlon

 Source et légende : version française (VF) sur RS Doublage , Notre Cinéma et selon le carton du doublage français.